# Pisenor macequece
Pisenor macequece är en spindelart som först beskrevs av Tucker 1920.  Pisenor macequece ingår i släktet Pisenor och familjen Barychelidae.
Artens utbredningsområde är Moçambique. Inga underarter finns listade i Catalogue of Life.